# Овечкін В'ячеслав Ігорович
В'ячеслав Ігорович Овечкін (нар. 14 червня 1983, місто Харків) — український політичний діяч, Перший заступник голови Одеської обласної державної адміністрації. Тимчасовий виконувач обов'язки голови Одеської обласної державної адміністрації з 9 по 27 листопада 2020 року.

## Освіта
З 2000 по 2005 рік навчався в Національній юридичній академії України імені Ярослава Мудрого, правознавство, юрист, диплом з відзнакою. Одночасно з 2000 по 2006 рік навчався в Харківському національному економічному університеті, міжнародна економіка, спеціаліст з міжнародної економіки, диплом з відзнакою.
У 2005—2006 роках навчався у Central European University (місто Будапешт, Угорщина), магістр з міжнародного господарського права, LL.M., диплом з відзнакою. У 2006 році навчався у T.M.C. Asser Institute, Asser College Europe (місто Гаага), право ЄС та СОТ.

## Життєпис
У 2001—2004 роках працював юрисконсультом у ТОВ «Агат» (м. Харків). У 2004—2005 роках працював юрисконсультом у ТОВ "МКК «Партнер» (м. Харків).
У 2006—2007 роках — юрист у представництві американської юридичної компанії Chadbourne & Parke (м. Київ). У 2007—2010 роках — юрист в українському офісі англійської юридичної компанії CMS Cameron McKenna (м. Київ).
У 2011—2013 роках працював радником з інвестиційних проєктів ПАТ «Концерн АВЕК та Ко».
З 2014 по 1 листопада 2019 року консультував юридичну компанію CMS Cameron McKenna (м. Київ) у проєктах банківського та фінансового права.
У 2013 — 21 листопада 2019 року — директор транспортно-експедиційної компанії «Сонора-Харків» (м. Харків).
З листопада 2019 року — 1-й заступник голови Одеської обласної державної адміністрації.
З 9 по 27 листопада 2020 року — тимчасовий виконувач обов'язків голови Одеської обласної державної адміністрації.